# CanSat

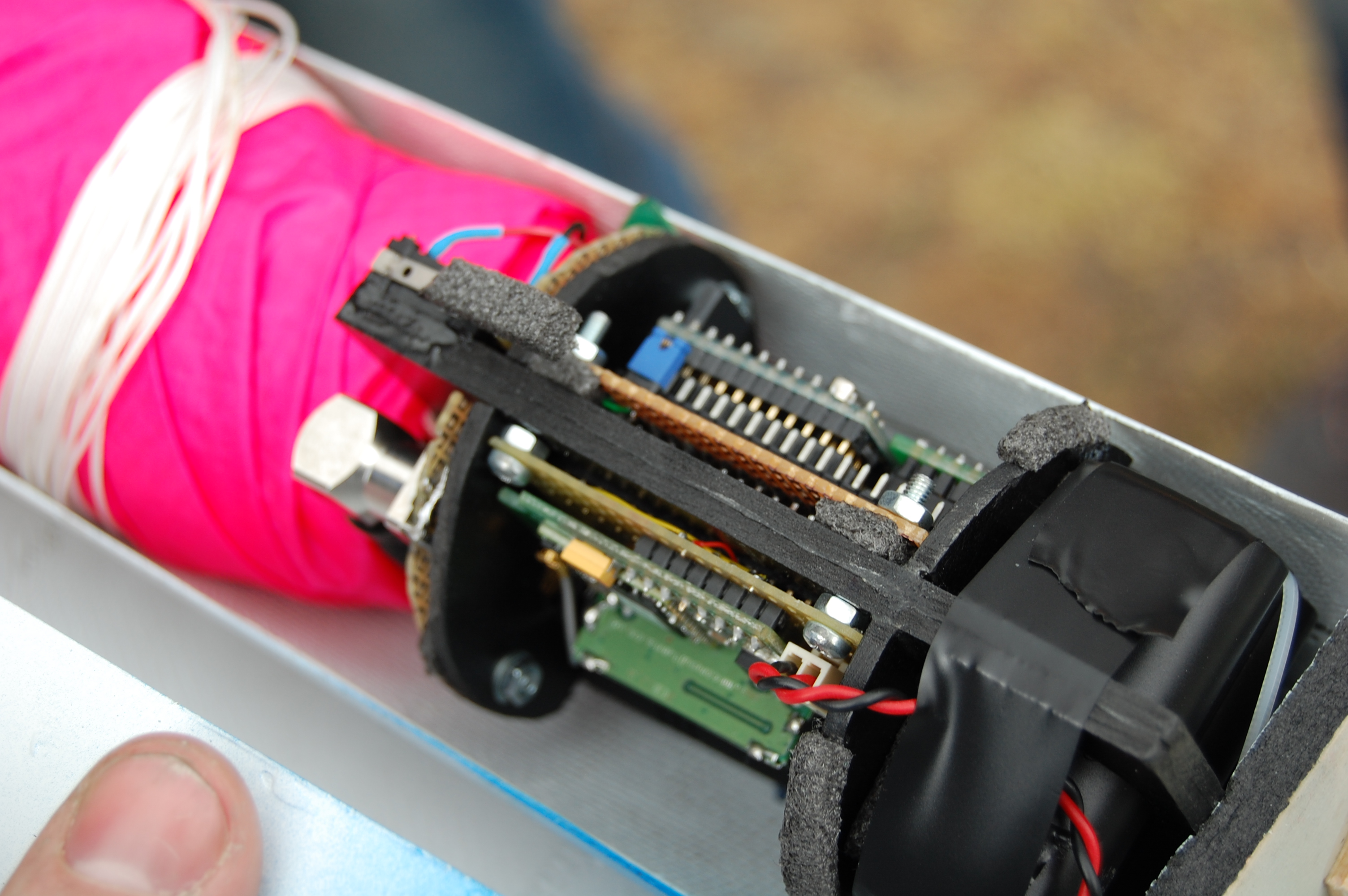
CanSat mit Fallschirm

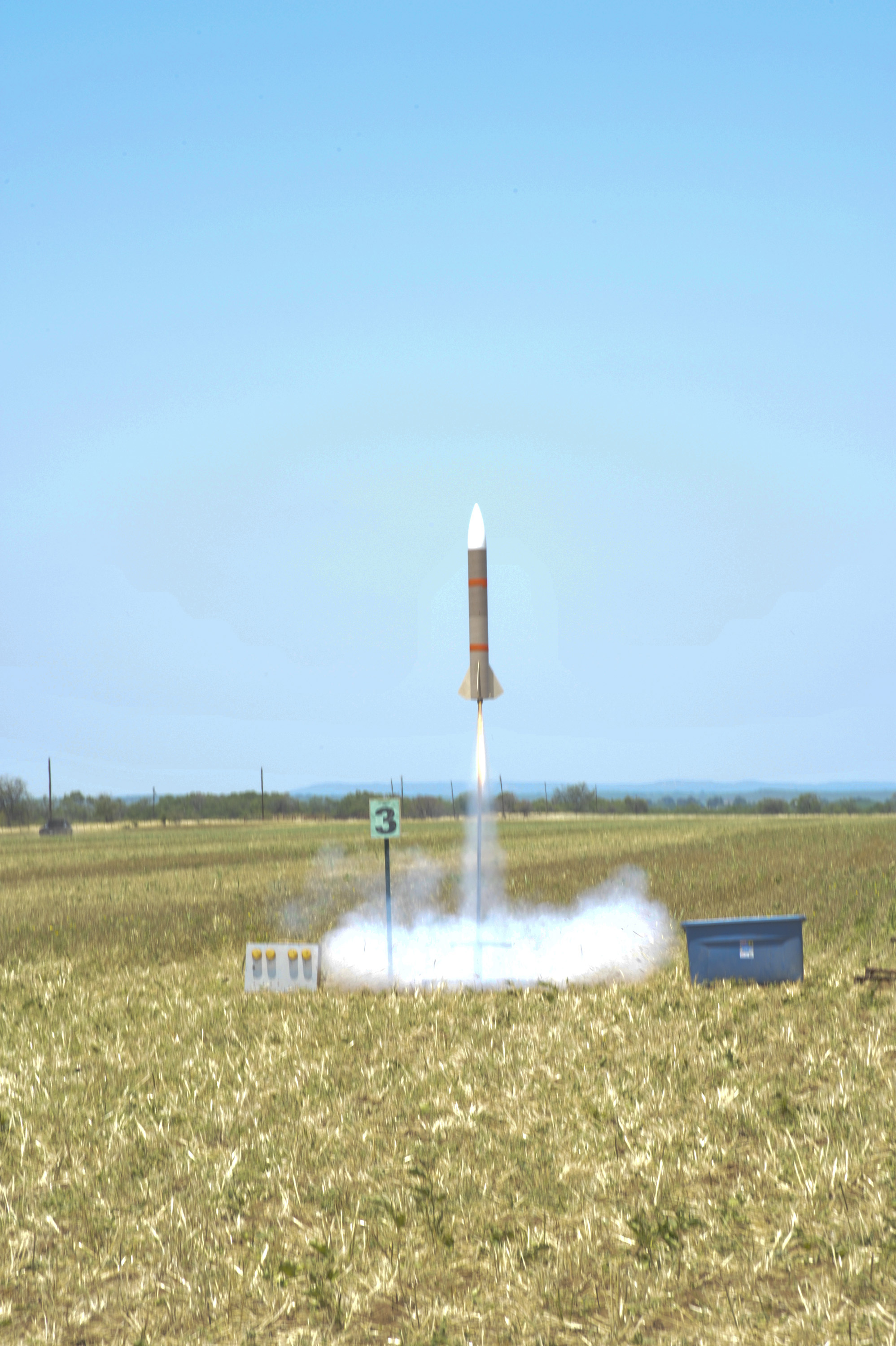
Raketenstart auf einem Feld in Texas

CanSat (englisch für Dosensatellit) ist eine Radiosonde, die entweder per Rakete oder via Wetterballon in die Luft gebracht wird, jedoch nur geringe Höhen erreicht und damit nicht auf eine Satellitenumlaufbahn gelangt. Der Bau und Start eines CanSats demonstriert Schülern die gesamten Abläufe einer realen Raumfahrtmission. Aufgrund ihrer geringen Kosten können sich immer mehr Schulen und Schüler auch außerschulisch an CanSat-Wettbewerben beteiligen.
Für CanSat-Wettbewerbe ist es erforderlich, dass die Nutzlasten in eine Getränkedose der Größe 66 mm Durchmesser und 115 mm Höhe hineinpassen und ein Gewicht von unter 350 g haben. Antennentechnik z. B. für Automatic Packet Reporting System (APRS) kann außen montiert werden. Der Durchmesser darf sich aber nicht vergrößern, bis der CanSat freigesetzt wird. Das angewandte Lande- und Bergungssystem variiert mit der Höhe, die je nach Wettbewerb unterschiedlich sein kann. CanSats sind in der Regel mit einem Fallschirm ausgestattet, um Schäden bei der Landungsphase zu begrenzen, so dass die CanSats wiederverwendet werden können.

## Hintergrund
Im Jahr 1998 trafen sich etwa 50 Studenten von 12 Universitäten und Fakultäten aus den USA und Japan auf einem Symposium in Hawaii. Es war das erste „University Space Systems Symposium“, das unter dem „CanSat Leader Training Program“ initiiert wurde. Hier hat Bob Twiggs, emeritierter Professor an der Stanford University, Mitautor des Cubesat-Standards und Funkamateur, die Idee vorgeschlagen, aus der sich später der Nanosatellitenstandard entwickelt hat. Die Idee, eine Nutzlast im Volumen einer Getränkedose in die Atmosphäre zu bringen, war formuliert. Sein Volumen sollte rund 350 ml umfassen und die Masse sollte bis zu etwa 500 g betragen. Dies führte zu dem Projekt ARLISS, das im Jahr 1999 begann und an dem sich vorwiegend amerikanische und japanische Universitäten beteiligten. Die Durchführung des ersten Starts erfolgte am 11. September desselben Jahres und seitdem jährlich. Der Standard ist weltweit akzeptiert und offen. Die ursprüngliche Idee, die sich immer weiter verbreitet, war, bis zu drei Nutzlasten mit je 350 ml oder einen CanSat größeren Volumens zu starten. Die Raketen können bis zu 1,8 kg transportieren und erreichen eine Höhe von 4000 m. Das ermöglicht Transportflüge für etwa 400 Euro. Immer mehr Starts werden durch öffentliche oder gesponserte Wettbewerbe gefördert.
Im Jahr 2000 waren die Zielvorgaben von CanSat-Projekten sehr unterschiedlich: z. B. die Berechnung des Zeitpunkts der Öffnung des Fallschirmsystems unter Verwendung von Barometerdaten oder die Verwendung eines differentiellen GPS-Systems. Die Bedingungen für dieses Projekt wurden im Jahr 2001 komplexer, als das Rückführkriterium hinzukam. In der Landephase soll ein CanSat auf ein Ziel ausgerichtet werden. Diese Mission war sehr erfolgreich und im Jahr 2002 erreichten Schüler des Space Robotics Lab der Universität Tōhoku eine Zielannäherung von 45 m und im Jahr 2006 von 6 m.

## CanSat-Bauteile

### Hauptteile
Einige Komponenten finden sich in jedem CanSat:

#### Batterie
Wesentlich für den Betrieb aller Systeme ist die netzunabhängige Versorgung mit Energie. Am häufigsten werden aufgrund ihrer Leistung und des Strom-Gewichts-Verhältnisses Lithium-Polymer-Akkumulatoren (LiPo) verwendet. Die LiPo-Akkumulatoren haben eine Spannung von 3,5 bis 3,8 V und werden häufig auch für Mobiltelefone, Kameras oder Notebooks verwendet.

#### Mikrocontroller
Der Mikrocontroller verarbeitet die Signale der externen Sensoren, wie etwa des Höhenmessers oder des Beschleunigungsmessers, und steuert den Sender. Die meisten Mikrocontroller besitzen einen internen Speicher für die ermittelten Flugdaten.

### Weitere Instrumente
Abgesehen von den oben genannten Komponenten können weitere im Rahmen der Wettbewerbsbedingungen hinzugefügt werden.

#### Barometer
Es besteht aus einer Druckmesszelle, die mit dem Mikrocontroller verbunden ist, und sendet ein Signal mit einem Spannungswert, entsprechend dem gemessenen Luftdruck. Der Mikrocontroller verwendet die normalen atmosphärischen Druckunterschiede, um die Höhe zu errechnen.

#### Thermometer
Der Betrieb ähnelt dem des Barometers, wobei jedoch das Spannungssignal für den Mikroprozessor abhängig von der gemessenen Temperatur ist. Der Mikroprozessor verarbeitet dieses Signal durch Zuweisung eines Temperaturwerts.

#### GPS-Empfänger
Das Global Positioning System ist das US-amerikanische Satellitennavigationssystem. Aus diesen Daten trianguliert der Empfänger seine Position mit jeweils mindestens vier Satelliten, um eine höhere Genauigkeit zu erreichen. Diese Informationen werden dem Mikrocontroller durch einen seriellen Anschluss gesendet.
Der GPS-Empfänger soll sich an einer Stelle im CanSat befinden, von der aus sich die GPS-Satelliten möglichst in Blickrichtung befinden.

#### Kamera
Eine Minikamera kann im CanSat-Gehäuse integriert werden, um während der Flugzeit zu filmen oder zu fotografieren. Da ein CanSat gewöhnlich nicht empfangen kann, sollte der Mikrocontroller die Signale zum Bedienen der Kamera auslösen.

#### Beschleunigungsmesser
Dieser Sensor besteht aus einem oder mehreren Beschleunigungsmessern, die in unterschiedlichen Achsen zueinander stehen. Beschleunigungsmesser können verwendet werden, um Daten zu sammeln oder die Position (durch Integration) zu bestimmen. Die besten Beschleunigungsmesser, um Positionen zu bestimmen, werden als Inertiales Navigationssystem (INS) bezeichnet. Diese werden auf einigen CanSat-Modellen verwendet. Die Genauigkeit des Beschleunigungsmessers hängt von der Kalibrierung des Sensors ab. Die Befürworter dieses Sensors schätzen die Tatsache, dass GPS nicht benötigt wird und damit Immunität gegen magnetische Störungen erreicht werden kann. Dies ermöglicht eine freie Wahl der Platzierung innerhalb des CanSat-Gehäuses.

#### Elektronischer Kompass
Manchmal ist es notwendig, einen Kompass zu verwenden, um die Flugrichtung des CanSats zu bestimmen, beispielsweise um eine kontrollierte Landung durchzuführen. In diesem Fall ist der Kompasssensor ein sehr kleiner Sensor, der wie ein traditioneller Kompass den Winkel zwischen der Richtung und Norden misst. Dieser Winkel wird an den Mikroprozessor über eine Potentialdifferenz übertragen. Der Mikrocontroller interpretiert die eingehenden Signale und handelt entsprechend. Wenn beabsichtigt ist, den CanSat an einem Ziel ohne Verwendung eines GPS-Empfängers landen zu lassen, spielt dieser Sensor eine entscheidende Rolle.

## Arten von CanSat
Es gibt im Wesentlichen zwei Arten von CanSat-Modellen, sowie eine offene Klasse:

### CanSat zum Erlernen der Telemetrie
Deren primäres Ziel ist die Erfassung und Übertragung von Daten aus dem Flug in Echtzeit, genannt Telemetrie, die von einer Bodenstation verarbeitet werden. CanSats in dieser Kategorie haben kein Steuerungssystem, da es nicht das Ziel ist, an einem bestimmten Punkt zu landen, sondern um Daten während des Flugs bzw. des Falls, der in der Regel nicht kontrolliert ist, zu sammeln. Von den in den vorherigen Abschnitten genannten Instrumenten werden am häufigsten verwendet: Barometer, Thermometer, GPS und Kamera.

### Comeback (wiederkehrender) CanSat
Bei diesem Typ von CanSat besteht die Hauptaufgabe darin, dieses in einer gesteuerten Weise so nahe wie möglich an einem durch GPS-Koordinaten markierten Ziel landen zu lassen. Diese Geräte können durch GPS oder/und INS navigiert werden. Diese Position wird an den Mikrocontroller weitergeleitet, der die Position des Ziels mit der Analyse dieser Daten verrechnet. Daraus wird wiederum der Winkel berechnet, den es nehmen muss, um das Ziel zu erreichen und entsprechende Instruktionen werden an die Lageregelungs- und Navigationselektronik (=Steuerungssystem) gesendet. Dieser Prozess wird kontinuierlich wiederholt, um Korrekturen vorzunehmen. Solch ein rückkehrender CanSat sammelt auch Daten vom Flug. Da aber die Anzahl der Sensoren, die der CanSat transportieren kann, kleiner ist, sind die gewonnenen Daten knapper als beim vorherigen Typ. Ein Comeback-CanSat besitzt immer ein Steuerungssystem, um es auf ein bestimmtes Ziel zu manövrieren.
Hierbei wird unterschieden zwischen Comeback-CanSat mit einem Fallschirm oder Gleitschirm und/oder einem Rotor und Flügel.

#### CanSat mit Fallschirmen oder Gleitschirmen
Diese CanSat-Modelle sind u. a. mit einer simplen Lageregelungsmechanik ausgestattet, um beim Flug eine Veränderung in der Längsachse zu erzeugen. Damit dreht der CanSat sich in die eine oder andere Richtung. Diese Art der Steuerung ist nicht sehr effektiv in Bezug auf die Genauigkeit der Ortung, da die Landungsphase langsam erfolgt und durch die große Oberfläche der Fallschirme Wettereinflüsse die Steuerung erschweren können.

#### CanSat mit Flügeln oder Rotoren
Mechanisch komplexer, jedoch weniger anfällig für Witterungsbedingungen als CanSats mit Fallschirm oder Gleitern. Diese Art von CanSat ist aufgrund der höheren Fallgeschwindigkeit sehr schwer zu steuern und erfordert an Bord ein elektronisches Lageregelungssystem, das mehrmals pro Sekunde die Neigung und Drehung des rotierenden CanSats korrigiert. Kurz vor der Landung wird gewöhnlich auch hier der Fallschirm oder Gleitschirm geöffnet, damit die Nutzlast die Landung übersteht.

### Offene Klasse
In dieser Kategorie kann jeder fliegende Roboter, der nicht in einer der vorhergehenden zwei Kategorien der CanSat-Standards klassifiziert wurde, vorgestellt werden. Die meisten CanSats in dieser Kategorie sind Roboter zur Erprobung neuer Systeme oder neuer Designs, die noch nicht getestet wurden. (Technologiedemonstrationen).

## Pädagogische Ziele

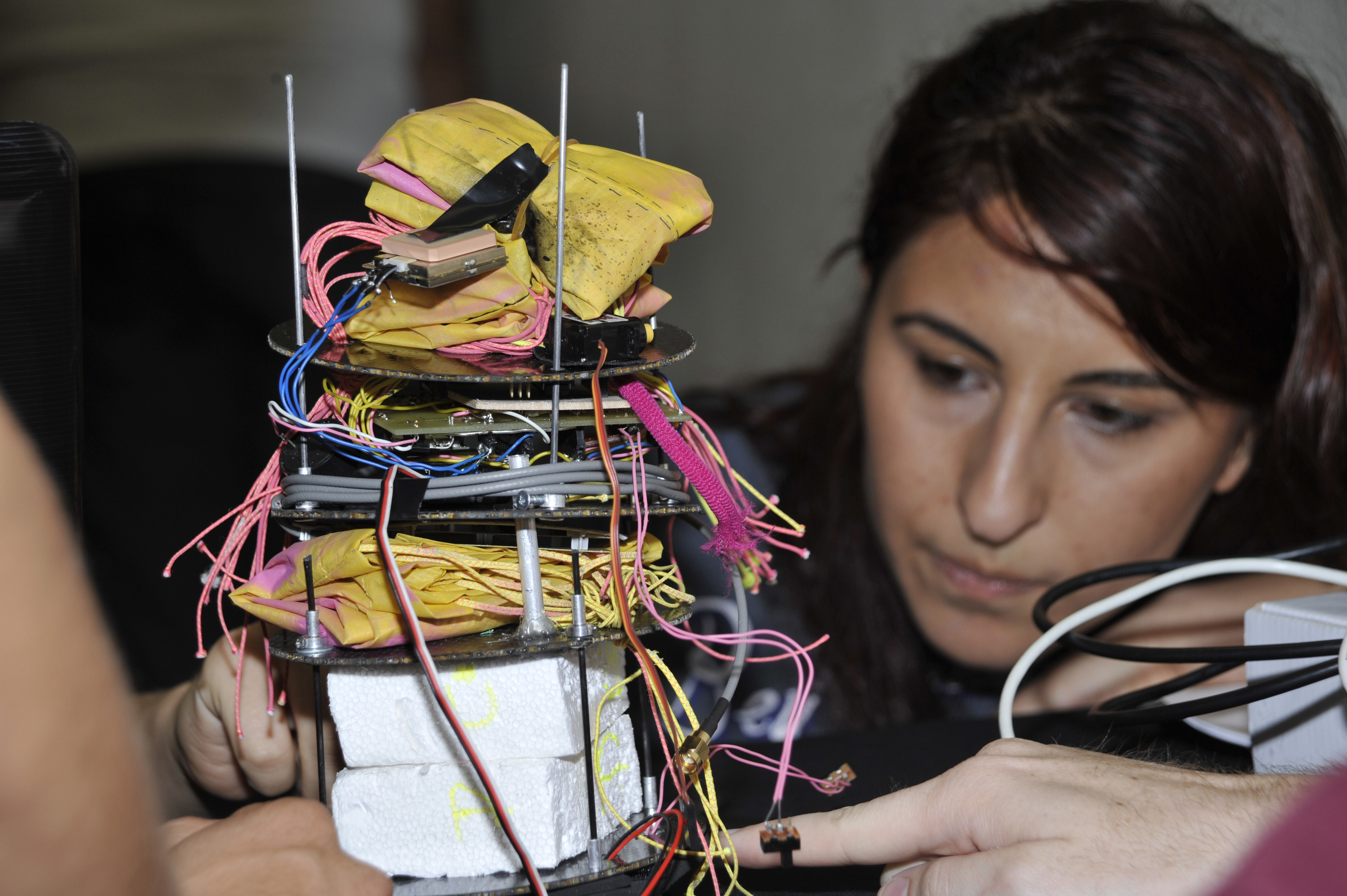
Studentin mit CanSat, 2012

Die niedrigen Kosten der Umsetzung, kurze Vorbereitungszeit und Einfachheit des Designs im Vergleich zu Raumfahrtprojekten, machen CanSat zu einem beliebten Bildungsprojekt. Da Raumfahrtforschung interdisziplinär ausgerichtet ist, bietet die Anwendung von Raumfahrttechnik im Schulunterricht eine breite Palette von attraktiven Themen.
Ein CanSat-Projekt ist ein Lernprozess, das als problembasiertes Lernen bekannt ist. Ein Ansatz, bei dem Schüler durch aufeinanderfolgende Herausforderungen vor offene Probleme gestellt werden. Angefangen vom CanSat-Design, über Komponentenintegration, den korrekten Betrieb, Programmierung, Kalibrierung und Test der Komponenten sowie Überprüfung bis zu den Startvorbereitungen und der anschließenden Datenanalyse, werden die jungen Wissenschaftler durch die Verteilung der Aufgaben gefordert im Team zusammenzuarbeiten. CanSat-Projekte haben viel mit Erforschung und Entwicklung der eigenen Fähigkeiten zu tun.

## Wettbewerbe
Die Europäische Weltraumbehörde (ESA) initiiert jährlich CanSat-Wettbewerbe für Schüler der Oberstufe. Der Wettbewerb soll dazu dienen, junge Menschen für Naturwissenschaften und Technik im Allgemeinen und Raumfahrt im Besonderen zu interessieren.
Neben internationalen und europäischen Wettbewerben gibt es nationale Wettbewerbe. Die Idee von ESA ist, dass in jedem ESA-Mitgliedsland ein nationaler CanSat-Wettbewerb stattfindet und jeweils die Gewinner der nationalen Wettbewerbe anschließend am internationalen und europäischen Wettbewerb teilnehmen. Im Oktober 2014, während der WorldSpaceWeek 2014, fand der erste CanSat-Wettbewerb in Deutschland statt. Dieser soll jährlich mit jeweils zehn startenden Schülerteams fortgesetzt werden. Näheres hierzu findet sich auf der Homepage von CanSat Deutschland.